# Interzonenturnier Taxco 1985
Das Interzonenturnier Taxco 1985 wurde vom 9. Juni bis 3. Juli 1985 als Rundenturnier mit 16 Teilnehmern in Taxco de Alarcón in Mexiko ausgetragen. Es wurde vom Weltschachbund FIDE organisiert und sollte vier Teilnehmer des Kandidatenturniers zur Schachweltmeisterschaft 1987 ermitteln.

## Abschlusstabelle
|    | Teilnehmer          | 01 | 02 | 03 | 04 | 05 | 06 | 07 | 08 | 09 | 10 | 11 | 12 | 13 | 14 | 15 | 16 | Punkte |
| -- | ------------------- | -- | -- | -- | -- | -- | -- | -- | -- | -- | -- | -- | -- | -- | -- | -- | -- | ------ |
| 01 | Jan Timman          |    | ½  | ½  | ½  | 1  | 1  | 1  | 1  | ½  | ½  | 1  | 1  | 1  | 1  | ½  | +  | 12     |
| 02 | Jesús Nogueiras     | ½  |    | ½  | 1  | ½  | ½  | ½  | 1  | 1  | ½  | ½  | 1  | ½  | ½  | 1  | +  | 10½    |
| 03 | Michail Tal         | ½  | ½  |    | ½  | ½  | ½  | ½  | ½  | ½  | 1  | ½  | ½  | 1  | 1  | 1  | +  | 10     |
| 04 | Kevin Spraggett     | ½  | 0  | ½  |    | 1  | ½  | ½  | 1  | ½  | ½  | ½  | ½  | ½  | 1  | 1  | ½  | 9      |
| 05 | Jonathan Speelman   | 0  | ½  | ½  | 0  |    | ½  | ½  | 1  | 1  | ½  | 0  | ½  | 1  | ½  | 1  | ½  | 8      |
| 06 | Simen Agdestein     | 0  | ½  | ½  | ½  | ½  |    | ½  | ½  | ½  | ½  | 1  | ½  | 1  | ½  | 0  | ½  | 7½     |
| 07 | Mišo Cebalo         | 0  | ½  | ½  | ½  | ½  | ½  |    | 0  | 0  | 1  | 1  | ½  | 0  | ½  | 1  | 1  | 7½     |
| 08 | Lew Alburt          | 0  | 0  | ½  | 0  | 0  | ½  | 1  |    | ½  | ½  | ½  | ½  | ½  | 1  | 1  | ½  | 7      |
| 09 | Walter Browne       | ½  | 0  | ½  | ½  | 0  | ½  | 1  | ½  |    | ½  | 1  | ½  | 0  | 0  | ½  | ½  | 6½     |
| 10 | József Pintér       | ½  | ½  | 0  | ½  | ½  | ½  | 0  | ½  | ½  |    | 0  | ½  | 1  | 0  | 1  | ½  | 6½     |
| 11 | Qi Jingxuan         | 0  | ½  | ½  | ½  | 1  | 0  | 0  | ½  | 0  | 1  |    | 1  | 0  | 0  | ½  | 1  | 6½     |
| 12 | Oleh Romanyschyn    | 0  | 0  | ½  | ½  | ½  | ½  | ½  | ½  | ½  | ½  | 0  |    | ½  | 1  | 1  | 0  | 6½     |
| 13 | Marcel Sisniega     | 0  | ½  | 0  | ½  | 0  | 0  | 1  | ½  | 1  | 0  | 1  | ½  |    | ½  | 0  | +  | 6½     |
| 14 | Eduard Prandstetter | 0  | ½  | 0  | 0  | ½  | ½  | ½  | 0  | 1  | 1  | 1  | 0  | ½  |    | 0  | ½  | 6      |
| 15 | Said Ahmed Said     | ½  | 0  | 0  | 0  | 0  | 1  | 0  | 0  | ½  | 0  | ½  | 0  | 1  | 1  |    | 1  | 5½     |
| 16 | Juri Balaschow      | −  | −  | −  | ½  | ½  | ½  | 0  | ½  | ½  | 0  | ½  | 1  | −  | ½  | 0  |    | 4½     |

Juri Balaschow trat vier Runden vor Schluss vom Turnier zurück. Seine verbleibenden Partien wurden kampflos für die Gegner gewertet und sind hier mit Plus- bzw. Minuszeichen eingetragen.